# 로맨틱 레시피
《로맨틱 레시피》(영어: The Hundred-Foot Journey)는 라세 할스트룀이 리처드 모레이스의 2010년의 소설 《백 걸음의 여행》을 각색한 스티븐 나이트의 각본을 바탕으로 감독을 맡은 2010년에 개봉한 미국의 코미디 드라마 영화이다. 헬렌 미렌, 옴 푸리, 마니시 다얄, 샤를로트 르 봉등이 출연했고 한 프랑스 마을에 위치한 두 인접한 레스토랑(하나는 최근에 재개장한 인도인 가족이 운영하는 가게이며, 또다른 하나는 미슐랭 별을 받은 고급 음식점)의 불화를 이야기로 담고 있다.
스티븐 스필버그와 오프라 윈프리는 각각 그들의 영화 제작사인 앰블린 엔터테인먼트와 하포 필름스, 그리고 파티시펀트 미디어, 이미지 네이션의 협조를 통해 영화를 제작했으며, 2014년 8월 8일 일반적으로 긍정적인 평가를 받았고 월드와이드 박스 오피스에서 9천만 달러에 가까운 수익을 거뒀다.

## 줄거리
카담네 일가는 뭄바이에서 식당을 했었다. 카담네의 차남인 하산 (마니시 다얄)은 식당의 핵심 요리사인 어머니(주히 차울라)를 대신하도록 길러졌다. 하지만 폭도들이 선거 문제로 식당을 공격하여 태워버렸다. 파파 카담 (옴 푸리)와 가족들은 손님을 대피시키지만 어머니는 살해당하고 만다. 유럽에서 피난처를 찾던 카담 일가는 처음에는 런던에 정착했으나, 그들의 거처가 식당으로 부적합한 것으로 판명됐다. 그래서 그들은 유럽 본토로 향한다.
프랑스에 간지 얼마 안돼, 파파의 밴의 브레이크가 미디피레네의 생탕노냉노블발 인근에서 고장이 난다.  "Le Saule Pleureur" (우는 버드나무)라는 고급 프랑스 레스토랑에서 수셰프인 마르그리트 (샤를로트 르 봉)는 근처를 지나가다 카담네가 자동차 수리점과 게스트 하우스를 찾는데 도움을 준다. 그녀는 그들을 자신의 아파트로 데려와 냉동 음식을 제공해준다. 파파는 이 마을의 음식의 질과 유용성에 놀라워하고 그것들이 마르그리트가 직접 만든 것임을 알아차린다.
파파는 구입 가능한 버려진 식당 건물이 있다는 걸 알게된다.  그 건물은 Le Saule Pleureur에서 곧장 길 건너 겨우 백 피트 (30 m) 거리에 있었다. Le Saule Pleureur의 경영주 및 버려진 식당 건물주의 임시 관리인이라고 칭한 마잠 말로리 (헬렌 미렌)는 카담에게 그 건물이 "사유 재산"이므로 떠나라고 요청한다. 파파는 가족 나머지가 반대했음에도 그 건물을 사버리고, 식당에 "매종 뭄바이"이라 이름 붙인다.

## 출연
- 헬렌 미렌 - 마담 말로리
- 옴 푸리 - 아버지
- 마니시 다얄 - 하산
  - 로한 샨드 - 어린 시절 하산
- 샤를로트 르 봉 - 마르그리트
- 아미트 샤(Amit Shah) - 만수르
- 파르자나 두아 엘라헤 - 마히라
- 딜리온 미트라(Dillon Mitra) - 무크타르(Mukthar)
- 아리아 판댜(Aria Pandya) - 아이샤
- 미셸 블랑 - 시장
- 시나 르무안(Shuna Lemoine) - 시장의 아내
- 클레멩 시보니 - 장피에르
- 주히 차울라 - 어머니
- 벵셍 엘바즈 - 폴, 분자 요리 레스토랑 매니저

## 사운드트랙
A.R. 라만이 영화를 위해 음악을 작곡했다. 할리우드 레코드는 2014년 8월 12일에 사운드트랙을 발매했다.